# 上法快男
上法 快男（じょうほう よしお、1911年〈明治44年〉5月29日 - 2001年 ）は、日本の陸軍軍人、実業家。陸軍主計将校として勤務。戦後は出版業界に入り、芙蓉書房社長や会長を務めた。

## 経歴
秋田県士族、上法眞廣(従五位勲三等陸軍主計中佐)次男。
弟は上法眞男(1945年1月、海上挺進第9戦隊長としてフィリピン　ルソン島にて戦死、陸軍少佐)、上法達男(陸軍大尉)。
仙台一中・二高を経て東北帝国大学法文学部独法学科を卒業し、陸軍に入る。
主計将校として近衛歩兵第3連隊、歩兵第59連隊、第2師団、関東軍司令部、戦車第3師団、陸軍燃料本部総務部等で勤務し、階級は陸軍主計少佐に昇る。
1945年8月15日、陸軍省人事局附となり、人事局補任課にて復員軍人の職業輔導業務に従事。
1946年、公職追放を経て、出版界に入り、軍隊時代の同僚であった孝壽芳春と共に、芳文社の前身となる尚文館を設立する。
1951年、尚文館から独立し、東京都千代田区神田須田町に株式会社芙蓉書房を設立。社長に就任する。軍事記録や歴史書を多く出版し、自身も執筆に携わる。
1993年、出版部門を分離し、有限会社芙蓉書房出版（後に株式会社化）を設立。芙蓉書房会長を経て、有限会社弥生出版研究所代表取締役に就任した。

## 親族
上法眞男    (陸軍少佐  海上挺進第9戦隊長)
宮島岩一郎  (陸軍大佐  近衛師団兵器部長)
太田和三郎  (陸軍大佐 北白川宮成久王附 皇族附武官)
相澤卓司    (陸軍大佐 三笠宮崇仁親王附 皇族附武官)
中村忠英    (陸軍少将  第322師団長心得)
糟谷晃      (通産省 経済協力部長)
加藤謙一    (講談社取締役 少年倶楽部編集長)
加藤丈夫    (富士電機会長  国立公文書館館長)
岩崎淑     (桐朋学園大学院大学教授) 

## 編著等
- 「現代の防衛と戦略」芙蓉書房
- 「陸軍大学校」芙蓉書房・昭和49年 ISBN 4-8295-0080-8
- 「東條英機」芙蓉書房・昭和49年
- 「最後の参謀総長梅津美治郎」芙蓉書房
- 「元帥寺内寿一」芙蓉書房
- 「史上最大の人事」
- 「東京裁判と東條英機」
- 「秘録・永田鉄山」
- 「秘録・土肥原賢二」
- 「陸軍省軍務局長」芙蓉書房・昭和54年
- 「軍務局長武藤章回想録」芙蓉書房・昭和56年
- 監修「陸海軍将官人事総覧（陸軍篇）」芙蓉書房・昭和56年、外山操編
- 監修「陸海軍将官人事総覧（海軍篇）」芙蓉書房・昭和56年、外山操編
- 編「石原莞爾の素顔 東条と対立した悲劇の予言者」芙蓉書房出版・昭和61年、横山臣平著
- 「陸軍省軍務局長武藤章に学ぶ政治スタッフの原点」芙蓉書房・昭和62年 ISBN 4-8295-0038-7
- 企画・編集「帝国陸軍編制総覧」全三巻、芙蓉書房・平成5年、監修井本熊男・執筆森松俊夫、外山操
- 「陸軍省軍務局史」上、芙蓉書房出版 ISBN 4-8295-0318-1（「陸軍省軍務局長」昭和54年の復刊）
- 「陸軍省軍務局史」下、芙蓉書房出版ISBN 4-8295-0319-X（「陸軍省軍務局長」昭和54年の復刊）